# 진 힐
진 힐(Jean Hill, 1946년 11월 15일 ~ 2013년 8월 21일)은 미국의 모델, 배우, 교사이다.
볼티모어에서 태어났다.

## 출연 작품

### 영화
- 더티 쉐임 (2004년)
- 폴리에스터 (1981년)